# RODEO★GANG
RODEO★GANG（ロデオ★ギャング）は日本のロックバンド、ゼリ→の1stアルバム。2000年4月19日発売。発売元は東芝EMI。

## 解説
メジャー初のアルバム。ジャケット写真は先行シングル『光を放つように』のジャケットを広げた形になっており、メンバーが子供とおじさんを肩車している。

## 収録曲
1. RODEO RADIO (2:53)
　（作詞：ヤフミ/作曲：ユータロー）
2. NO THANKS BLUE GHOST (2:31)
　（作詞：ヤフミ/作曲：カズキ）
3. 光を放つように (GANG MIX) (2:51)
　（作詞：ヤフミ/作曲：ユータロー）
 メジャー2枚目のシングルであり、本作の先行シングル。
4. HOWLING SUNDAY (3:10)
　（作詞：ヤフミ/作曲：カズキ）
5. MY WAY (3:19)
　（作詞：ヤフミ/作曲：カズキ）
6. ROCKER (STUD BULL VERSION) (2:17)
　（作詞：ヤフミ/作曲：カズキ）
　インディーズシングル。ライブでは「俺達の始りの歌」というMCで始まる。シングルとは大きくテンポが異なり、実質のメジャーリアレンジである。
7. イナズマ (2:47)
　（作詞：ヤフミ/作曲：ユータロー）
8. おもちゃのピストル (GANG MIX) (3:18)
　（作詞：ヤフミ/作曲：カズキ）
 メジャー1枚目のシングル。
9. I'm standing (2:36)
　（作詞：ヤフミ/作曲：カズキ）
10. FATMAN'S SLOWLY WALKIN' IN THE MORNING (3:01)
　（作詞・作曲：ヤフミ）
11. NITRO GANG (2:24)
　（作詞・作曲：ヤフミ）
12. Silver fox falls into the pitfall (GANG MIX) (2:47)
　（作詞：ヤフミ/作曲：カズキ）
13. LONDON NIGHT MOVIE (3:52)
　（作詞：ヤフミ/作曲：カズキ）